# Longchuanacris macrofurcula
Longchuanacris macrofurcula is een rechtvleugelig insect uit de familie veldsprinkhanen (Acrididae). De wetenschappelijke naam van deze soort is voor het eerst geldig gepubliceerd in 1989 door Zheng & Fu.